# Nice (azienda)
La Nice S.p.A. è un'azienda italiana fondata nel 1993 e operante nel settore della domotica, Smart Home e Home Security.
Dal 2006 al 2019 è stata quotata alla Borsa di Milano negli indici FTSE Italia Small Cap e FTSE Italia STAR.

## Storia
L'azienda nasce nel 1993 con tre soci (Lauro Buoro, Michele Falchetta e Oscar Marchetto) per realizzare trasmettitori elettronici per l'automazione dei cancelli e delle porte dei garage. Nel 1995 apre la prima filiale in Francia.
Nei primi anni 2000 acquisisce una società produttrice di sistemi di automazione per tende e tapparelle. Crea il marchio Mhouse, per la grande distribuzione organizzata e il mercato del fai-da-te. Tra il 2001 e il 2005, dopo che nel 2000 Michele Falchetta ha lasciato dedicando ad un'altra attività, apre nuove filiali commerciali in Polonia, Spagna, Cina, Belgio, Regno Unito, Romania, Germania e USA. Nel 2001 vince la XIX edizione Compasso d’Oro nella categoria "Design per l'ambiente".
Il 19 maggio 2006 Nice si quota in Borsa Italiana nel segmento Star. Tra il 2006 ed il 2007 continua la crescita internazionale con l'apertura di nuove filiali in Turchia, Australia, Portogallo e Sudafrica.
Il 26 maggio 2007 Nice inaugura la sede centrale a Oderzo, in provincia di Treviso. Nel 2008 entra in nuovi segmenti di mercato; tramite l'acquisizione di Silentron S.p.A. viene lanciata la linea NiceHome System per sistemi d'allarme wireless. Sempre nello stesso anno rileva la società americana Apollo Gate Operators Inc., specializzata nella progettazione, produzione e commercializzazione di sistemi di automazione per cancelli alimentati ad energia solare.
Nel 2010 Nice acquisisce la maggioranza del capitale di FontanaArte S.p.A., azienda fondata dall'architetto italiano Gio Ponti nel 1932. Con questa acquisizione, Nice fa l'ingresso nel settore complementare dei sistemi d'illuminazione. La rivenderà poi sei anni più tardi, nell'agosto 2016, per 15 milioni di euro a Italian Creation Group (ICG), la holding creata nel 2013 da Giovanni Perissinotto e Stefano Carli con l'obiettivo di dare vita ad un gruppo industriale del design.
Nel giugno 2011 rileva il Gruppo Peccinin in Brasile, attivo dal 1985 nel settore dell'automazione Gate in ambito residenziale e commerciale nell'area sudamericana. Nello stesso mese acquisisce KINGgates, azienda attiva nel settore dell'automazione che produce cancelli e porte da garage. E a settembre cresce in Germania acquisendo il gruppo Elero, azienda che produce automazioni per protezioni solari.
Nel 2013 Oscar Marchetto lascia l'azienda portando con sé il controllo di Venezia srl, società a cui fanno capo alcune attività secondarie. Tra queste Somec, specializzata nella progettazione e realizzazione di facciate continue e vetrate per navi da crociera. Azionista di maggioranza di Nice è Buoro.
Nel 2015 altra acquisizione: una società sudafricana, E.T.Systems, specializzata in automazione dei cancelli. Nel 2016 acquisisce per 26,8 milioni Hy-Security Gate, sede a Seattle e leader nel Nord America per la progettazione e produzione di automazione per cancelli ad uso industriale e commerciale. Nel 2017 chiude uno stabilimento in Cina riportando la produzione a Oderzo.
Nell'aprile 2018 rileva per 18,7 milioni di dollari il 75% dell'azienda americana della Silicon Valley, Abode Systems, attiva nella Home security. Nello stesso anno rileva altre aziende: FIBARO, azienda multinazionale nel settore dello Smart Home, V2 specializzata in sistemi per l'automazione della casa e applicazioni industriali, e Acm di Roma, leader mondiale nell'automazione di serrande, tapparelle e tende da sole. Nell'intero 2018 sono investiti nelle cinque acquisizioni 123 milioni di euro.
Nel dicembre 2018 l'azienda effettua l'OPA obbligatoria per il delisting dalla Borsa, attuata il 2 aprile 2019.
Nel gennaio 2019 rileva per 8 milioni di dollari canadesi l'azienda di Montréal, Micanan, produttrice di sistemi per l'automazione delle porte da garage per applicazioni commerciali e industriali.
Tra i suoi clienti: Apple, Tesla, SpaceX, la Fed e la marina militare USA.

## Dati economici
Nel 2018 il gruppo Nice ha registrato un fatturato consolidato di 368,2 milioni di Euro con un aumento del 13,3%. L’utile netto è pari a 20,0 milioni di Euro e il Margine Operativo Lordo è di 50,8 milioni di Euro. Il 91% dei ricavi è ottenuto dalle vendite in oltre 100 paesi esteri. 